# معامل القص
| Material        | القيم المثالية لمعامل القص GPa (درجة حرارة الغرفة) |
| --------------- | -------------------------------------------------- |
| حديد            | 82                                                 |
| نحاس            | 47                                                 |
| تيتانيوم        | 41,4                                               |
| زجاج            | 26,2                                               |
| ألمونيوم        | 25,5                                               |
| مغنيسيوم        | 17                                                 |
| متعدد الإيثيلين | 0,117                                              |
| مطاط            | 0,0003                                             |

معامل القص كمية فيزيائية في ميكانيكا المواد ويدعى كذلك معامل الجسوء وكذلك معامل كولوم ومعامل لامي الثاني، وهي خاصية فيزيائية لأي مادة تمثل النسبة بين اجهاد القص وانفعال القص.وحدة قياس معامل القص هي جيجا باسكال.
- 1 جيجا باسكال تعادل 1000 مليون باسكال .

تعريف معامل القص هو {\displaystyle G}
(انظر الصورة)
- {\displaystyle G} معامل القص :
- {\displaystyle \tau _{xy}=F/A} اجهاد القص ;
- {\displaystyle F} هي القوة ;
- {\displaystyle A} المساحة التي تطبق عليها القوة. ;

تمثيل معامل القص.

- {\displaystyle \gamma _{xy}=\Delta x/l=\tan \theta } هي الإزاحة الجانبية النسبية {\displaystyle \theta } هي الزاوية من اليمين ;
- {\displaystyle \Delta x} الإزاحة الجانبية ;
- {\displaystyle l} هي السماكة.

وحدة قياس معامل القص هي نيوتن لكل مللمتر مربع أو (جيجا باسكال). على سبيل المثال، معامل قص الحديد يساوي 82000 نيوتن\mm² التي تقابل 82 ( GPa ) جيجا باسكال .
يرتبط معامل القص بمعامل يونغ {\displaystyle E} ونسبة بواسون {\displaystyle \nu } بهذه العلاقة:
 (تستعمل هذه الصياغة في المواد موحدة الخواص.)

## إحالات
1. ↑  Crandall, Dahl, Lardner (1959). An Introduction to the Mechanics of Solids. McGraw-Hill. {{استشهاد بكتاب}}: الوسيط غير المعروف |city= تم تجاهله يقترح استخدام |location= (مساعدة)صيانة الاستشهاد: أسماء متعددة: قائمة المؤلفين (link)